# Meroux
Meroux és un municipi francès, es troba al departament del Territori de Belfort i a la regió de Borgonya - Franc Comtat. L'any 1999 tenia 660 habitants.

## Geografia
El municipi se situa a 6 km al Sud-est de Belfort, a una altitud mitjana de 370 metres.

## Demografia
| 1962 | 1968 | 1975 | 1982 | 1990 | 1999 |
| ---- | ---- | ---- | ---- | ---- | ---- |
| 472  | 464  | 479  | 509  | 646  | 660  |